# Bezirk Verviers
Forvaltningsdistriktet Verviers (tysk: Verwaltungsbezirk Verviers; fransk: arrondissement administratif de Verviers; nederlandsk: Arrondissement Verviers) er et administrativt arrondissement i Belgien. Det ligger i den østlige del af provinsen Lüttich, i den nordøstlige del af  regionen Vallonien, og dermed i den østlige del af Belgien.  
Området ligger omkring 110 kilometer øst for hovedstaden Bryssel. Verviers er Belgiens største arrondissement - målt i areal.

## To retskredse
Det administrative arrondissement var delt i to juridiske arrondissementer (rets- og politikredse). Mod vest lå Rets- og politikredsen Verviers (fransk: Arrondissement judiciaire de Verviers, der havde fransk som officielt sprog. 
Mod øst ligger Rets- og politikredsen  Eupen (Gerichtsbezirk Eupen på tysk, Arrondissement judiciaire d'Eupen på fransk), der har tysk som officielt sprog.
I 2014 blev Rets- og politikredsen Verviers opløst, og dets fire juridiske kantoner (de Limbourg-Aubel, de Malmedy-Spa-Stavelot, de Verviers zone 1 og de Verviers zone 2) blev indlemmet i Liège rets- og politikreds (fransk: Arrondissement judiciaire de Liège).  
50°30′N 6°00′Ø / 50.5°N 6°Ø